# Vernonia constricta
Vernonia constricta là một loài thực vật có hoa trong họ Cúc. Loài này được Matzenb. & Mafiol. miêu tả khoa học đầu tiên năm 1994.